# Терепец
Терепец — река в России, протекает в Калужской области. Левый приток Яченки.

## География
Терепец берёт начало в районе Мухановские хутора, что примерно в 6 км выше по течению от деревни Стопкино. Течёт в черте города Калуги. Устье реки находится в 13 км по левому берегу Яченки. Длина реки составляет 22 км, площадь водосборного бассейна — 90,8 км².

## Экология
Экологическое состояние реки Терепец плохое. Берега замусорены. В 2010 и 2011 годах сообщалось о загрязнении воды.
Река сильно загрязнена от деревни Стопкино, а выше около 1 км по руслу из неё можно пить, там одни родники.

## Данные водного реестра
По данным государственного водного реестра России относится к Окскому бассейновому округу, водохозяйственный участок реки — Ока от города Белёв до города Калуга, без рек Упа и Угра, речной подбассейн реки — бассейны притоков Оки до впадения Мокши. Речной бассейн реки — Ока.
Код объекта в государственном водном реестре — 09010100512110000021664.